# Blazor
Blazor（ブレイザー）またはASP.NET Core Blazorは、開発者がC#とHTML、CSSを使用して生産性の高いWebアプリケーションを開発できるようにする自由かつオープンソースのWebフレームワーク。マイクロソフトによって開発されている。様々な企業やサービスで利用されている。

## 概要
2017年に開発構想が発表され、実験的なプロダクトとしてスタートした。当初はC#とRazor構文によって記述する、クライアントサイドによる対話型アプリケーションフレームワークとして開発されていた。のちにサーバーサイドが追加され.NET Core 3.1で正式リリースされた。Blazorの名称は「Browser」と「Razor」が由来となっている。
現在、4つのエディションが利用可能となっている。

### Blazor Web App (Blazor United)
正式リリースまではBlazor Unitedと呼ばれていた。Blazor Server と Blazor WebAssembly の両方を組み合わせたもので、開発者がレンダリング モードをより細かく調整できる "両方の長所"を備えたソリューションが可能になる。このアプローチにより、Blazor WebAssembly が必要とするアセンブリの事前ダウンロードと、Blazor Server が必要とする常時接続のSignalRの欠点が克服される。.NET 8 ロードマップの一部であり、2023年11月15日のリリースとともに利用可能となった。
具体的には4つのレンダリングモードに分かれている。

#### Static Server
Static server-side renderingとも呼ばれ、サーバー側で初回のみレンダリングされる。SignalRによる常時接続が不要だが、対話機能を有しないため、静的なコンテンツのページに向いている。

#### Interactive Server
従来のBlazor Serverと同等で、サーバー側でレンダリングされ、対話機能を有する。

#### Interactive WebAssembly
従来のBlazor WebAssemblyと同等で、クライアント側でレンダリングされ、対話機能を有する。

#### Interactive Auto
Interactive WebAssemblyの欠点を克服するもの。初回の読み込み時のみInteractive Serverで動作すると同時にアセンブリがダウンロードされ、以降はInteractive WebAssemblyとして動作する。

### Blazor Server
ASP.NET Razor 形式で ASP.NET Core サーバーでホストされる。リモートクライアントはシンクライアントとして機能し、処理の大部分がサーバー上で行われる。クライアントの Web ブラウザーは小さなページをダウンロードし、SignalR接続を介してUIを更新する。Blazor Serverは .NET Core 3の一部としてリリースされた。
.NET 8ではBlazor Web App (Blazor United)がリリースされ、これに内包される形で非推奨となった。プロジェクトテンプレートは削除されたが、それまでに作成されたアプリは引き続き開発可能となっている。

### Blazor WebAssembly
実行前にクライアントの Web ブラウザーにダウンロードされるシングルページアプリケーション（SPA）。ダウンロードのサイズはBlazor Serverよりも大きく、アプリケーションによって異なり、処理はすべてクライアントハードウェアで行われる。ただし、このアプリタイプは応答時間が速い。その名前が示すように、このクライアント側フレームワークは、JavaScriptとは対照的に、WebAssemblyで記述されている（一緒に使用できる）。

### Blazor Hybrid
前者はプログレッシブ Web アプリケーション （PWA） をサポートしている。後者は（Webフレームワークとは対照的に）プラットフォームネイティブフレームワークだが、Webテクノロジー（HTMLやCSSなど）を使用してユーザーインターフェイスをレンダリングしている。WindowフォームやWPFで利用可能で、.NET MAUIでは.NET MAUI Blazor Hybridとしてテンプレートが用意されている。

## 使用例
次の例は、ボタンをクリックするとインクリメントするシンプルなカウンターの実装である。
```
<
h1
>
Blazor
 
code
 
example
</
h1
>

<
p
>
count
:
 
@count
</
p
>

<
button
 
@onclick
=
"IncCount"
>
Click
 
to
 
increment
</
button
>

@code
 
{

    
private
 
int
 
count
 
=
 
0
;

    
private
 
void
 
IncCount
()

    
{

        
count
++
;

    
}

}

```

BlazorはRazor構文によって記述する。レイアウトをHTML（例の<h1>タグから<button>タグまで）、@Codeブロック内をC#で記述する。
相互運用機能を利用することで、alertなどのJavaScript関数や外部のJavaScriptライブラリを利用することもできる。